# Slagen vid Isonzo
Slagen vid Isonzo (Soča) var 12 slag mellan Italien och Österrike-Ungern som utspelades utmed Isonzofloden, nuvarande italienska/slovenska gränsen under första världskriget. En del säger 11 slag eftersom det 12:e (vid Caporetto, eller Kobarid) var när Tyskland gick in och tvingade italienarna att avstå från allt område de tidigare erövrat och retirera hela vägen till södra sidan av Piavefloden, strax norr om Venedig.

## Förspel
När första världskriget bröt ut 1914, bildade Italien (sedan 1882) trippelalliansen, tillsammans med centralmakterna, Tyskland och Österrike-Ungern. Trots detta deklarerade Italien att landet var neutralt i kriget, åberopande en klausul i avtalet som sade att ingen i trippelalliansen fick inleda krigshandlingar på Balkan utan att först ha konsulterat de två andra; Österrike-Ungern hade inte kontaktat Italien för konsultationer före sin krigsförklaring mot Serbien. Båda sidorna försökte trots detta genom hemliga diplomatiska strävanden att få landet på deras sida. Det skulle bli de allierade, ententen, som lyckades. Den 26 april 1915, skrevs en överenskommelse, det så kallade Londonfördraget, 1915, mellan Italien och de allierade, där Italien blev lovade områden i Sydtyrolen med gräns vid Brennerpasset, Trieste, utökad östgräns (utmed Isonzofloden, nuvarande Slovenien) och Istrien. Kravet var att Italien skulle förklara krig mot sina forna allierade inom en månad. 
Den 3 maj fördömer Italien centralmakterna och mobiliserar för krig (trots en armé som var sliten och dåligt motiverad efter kriget i Libyen 1911-1912). Den 23 maj 1915 förklaras krig mot Österrike-Ungern. Krigsförklaring mot Tyskland skulle dröja till den 28 augusti 1916. Framför dem låg nu hårda strider på områden som egentligen var omöjliga att erövra och sedan hålla. Gränsen mellan Österrike-Ungern och Italien utgörs av alper, så även om det var stridigheter hela vägen från Schweiz gräns (via bland annat Trentino och Dolomiterna), så kom skådeplatsen för den största blodspillan att vara utmed Isonzofloden, ner till Adriatiska havet där terrängen var mer gynnsam för krigföring. Ansvarig för Italiens krigsmakt var Luigi Cadorna, och han ansåg att det var endast på Isonzofronten som kriget kunde vinnas. Befälhavare på Österrike-Ungerns sida i Isonzosektorn var Svetozar Boroević, underställd generalstabschefen Franz Conrad von Hötzendorf.

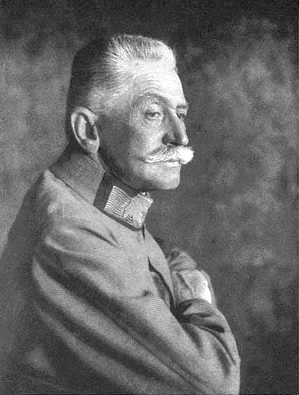
Franz Conrad von Hötzendorf
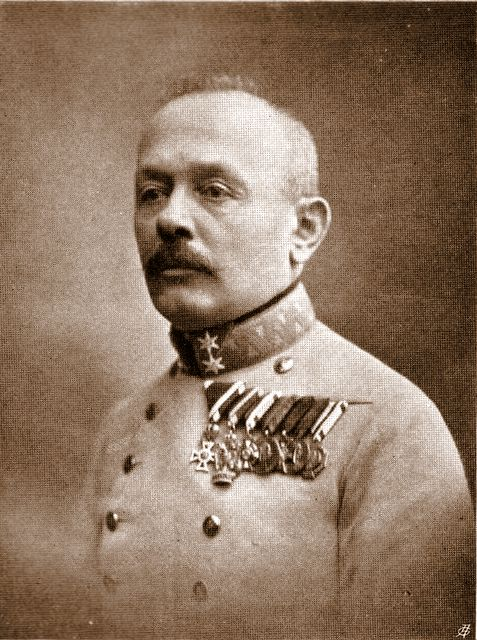
Svetozar Boroević von Bojna
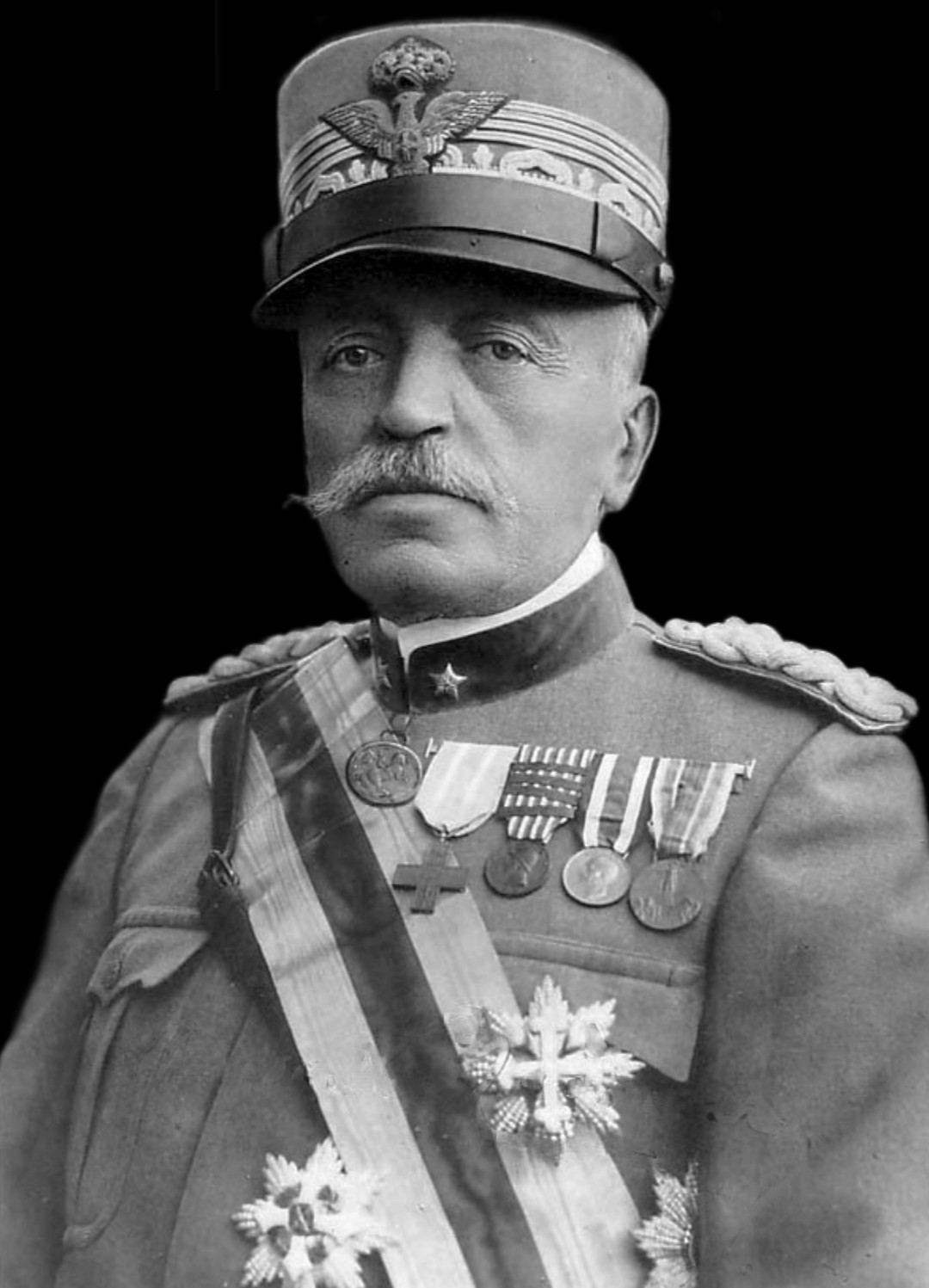
Luigi Cadorna

## 1915

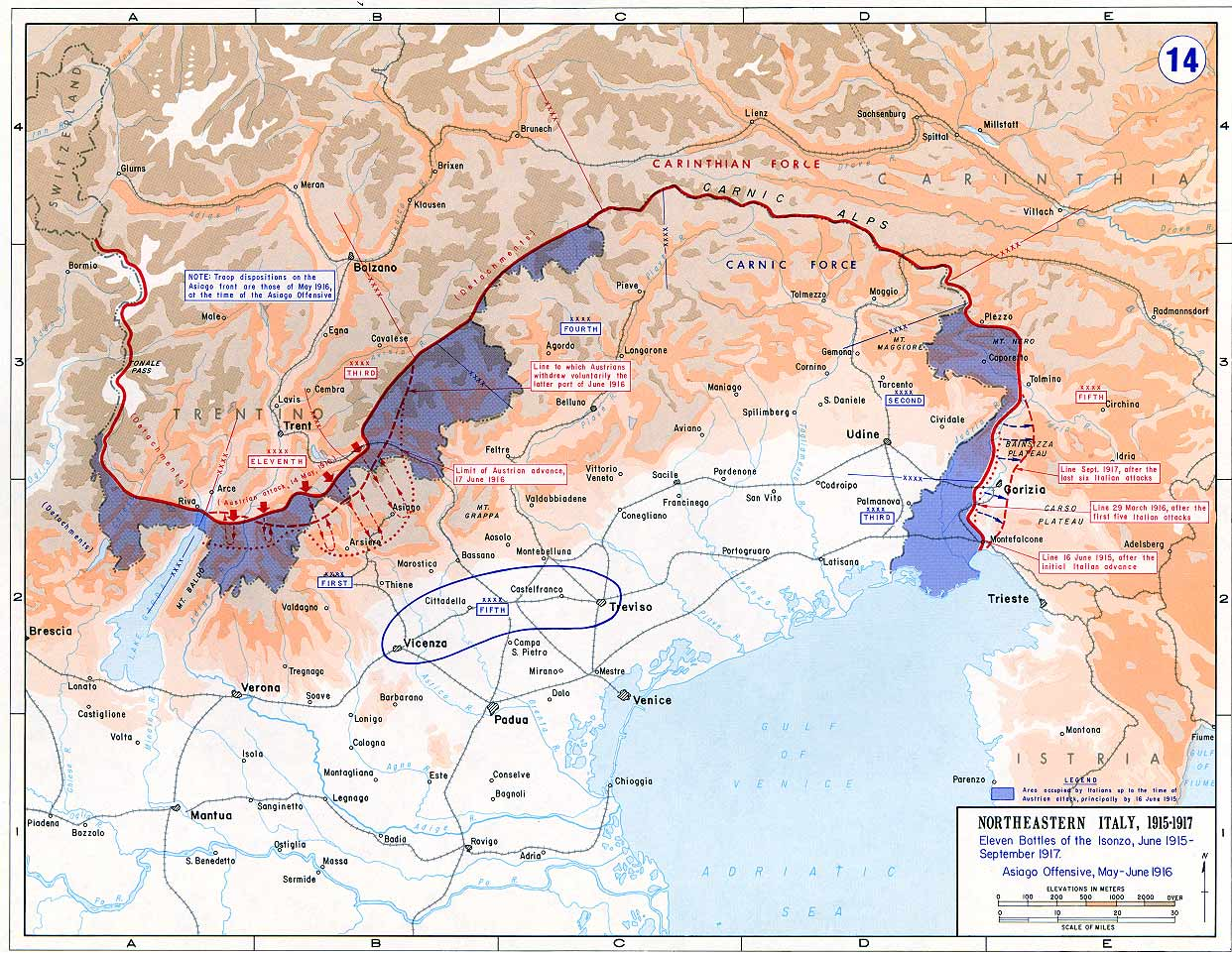
Frontlinjen under Isonzoslagen 1915-1917

### Första slaget (23 juni – 7 juli)
På dagen en månad efter krigsförklaringen, den 23 juni 1915, inleds det första slaget vid Isonzo. Målet var att ta staden Gorizia (Görz) och högplatån Carso (Karst). Italienskt artilleri bombade motståndarna, eller åtminstone försökte. Fiendens försvarsställningar klarade sig hyfsat, däremot lyckades man bomba sönder nationalskatten, klostret Sveta Gora. Förlusterna var över 30 000 italienare och 20 000 österrike-ungrare. Svåra transportproblem gjorde att många skadade inte fick vård och ammunitionen tog slut. Det sägs att en del kastade sten när ammunitionen tagit slut. Italienarna hade inga handgranater ännu, ett vapen som skulle visa sig otäckt effektivt eftersom den sprängde sönder bergmaterial och på så sätt ökade splitterverkan. Efter mycket små framsteg blåste Cadorna slaget över den 7 juli. Anfallet var inte lyckat och Cadorna gav alla skulden, utom sig själv. 27 generaler fick sparken.

### Andra slaget (18 juli – 3 augusti)
11 dagar efter att första slaget avslutats, inleds det andra slaget, den 18 juli. Nu handlade det i första hand om att ta Monte San Michele (Hill 275), vid Carso. Artilleriet skulle visa sig mer effektivt här än förra gången. Varje granat som exploderade mot berget skapade ett dödligt regn av stenflisor som lade till många soldater i förlustlistorna. Man lyckades ta toppen av San Michele, bara för att dagen efter bli bortdrivna i strider man mot man. Historien upprepade sig den 25 juli, italienarna tog toppen, men blev dagen efter återigen bortdrivna. Boroević teknik var just denna: förloras en ställning, ska den genast tas tillbaka. Anfallen kännetecknades ofta av att vara rena själmordsuppdrag. Striderna ebbade ut den 3 augusti.
Trots att Cadorna (redan i första slaget) hade hoppats på att ta Trieste, låg denna stad fortfarande 30 km ifrån italienarna. Förlusterna uppgick till 42 000 på italienska sidan och 46 600 på Österrike-Ungerns sida. Trots att man nu kunde se hur slagens karaktär skulle bli, var Cadorna övertygad om seger, han behövde nu bara drygt två månaders återhämtning för sin armé.

### Tredje slaget (18 oktober – 4 november)

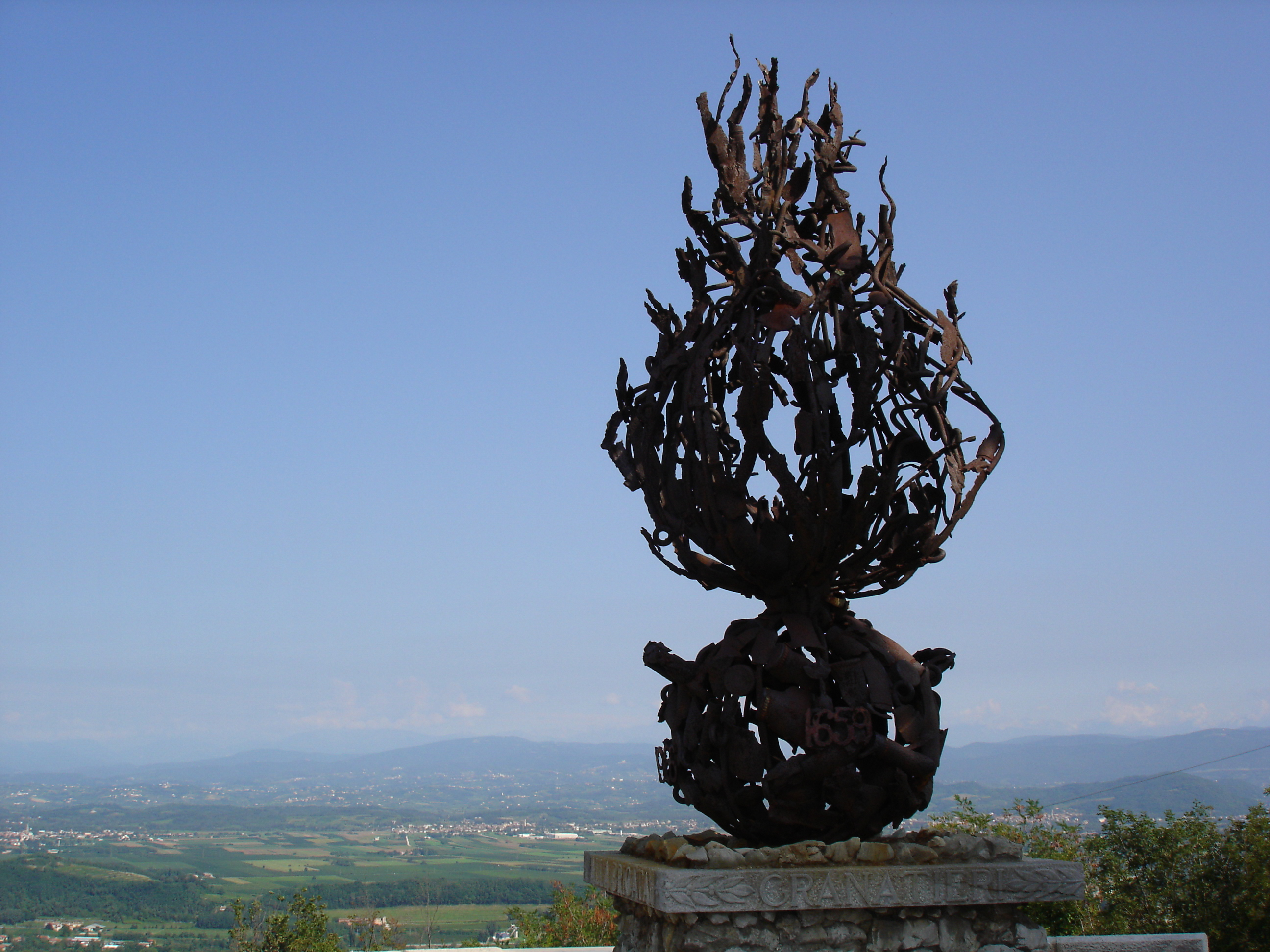
På Monte San Michele med utsikt över Carsoplatån, 2005. Monumentet är byggt av krigsskrot

Tre dagars intensiv artilleribeskjutning, med 1 200 kanoner, inleder det tredje slaget den 18 oktober. Denna gång var det återigen Gorizia som var huvudmålet. Som vanligt var det stor blodspillan, men de lyckades inte ta sig längre än till förstäderna till staden och den 4 november stannade offensiven av.

### Fjärde slaget (10 november – 3 december)
Nästan en vecka efter tredje slaget förnyar Cadorna försöket att ta Gorizia. Inga större vinster, men nu började vissa italienska enheter ifrågasätta anfallen. Ett regemente gjorde myteri.
Fyra slag stod vid Isonzo år 1915. Förlusterna blev totalt ca 230 000 italienare och cirka 165 000 Österrike-Ungrare. Fronten var stabil vid årets slut och centralmakterna ansåg att den delen av krigsskådeplats inte längre utgjorde något strategiskt hot för dem.

## 1916

### Femte slaget (11 mars – 16 mars)
Tyskland hade i februari 1916 satt igång sin stora offensiv på västfronten genom attacker vid Verdun. Den franska marskalken Joseph Joffre uppmanade sina allierade att anfalla på sina respektive fronter för att lätta på trycket. Cadorna beordrade en ny offensiv med början den 11 mars 1916. Denna gång använde italienarna stridsgas för första gången. Snarare än storskaliga offensiver så gjordes halvhjärtade attacker på Carsoplatån, Gorizia och Tolmin (Tolmein). Den 16 mars slutade anfallet abrupt på grund av dåligt väder. Italien hade endast lyckats nätt och jämnt ta sig förbi fiendens utpostlinjer.

## Österrike–Ungern slår tillbaka

### Trentinooffensiven (15 maj – 26 juni)
Italien var i full färd med att försöka slå genom fronten vid Isonzo, med mycket marginella resultat när Österrike-Ungern planerade sin första offensiv mot Italien. Ett mål var att höja stridsmoralen hos trupperna. Ett stort problem inom Österrike-Ungerns här var att den bestod av så många nationaliteter och språk att ibland var fiendskapen större inom hären än gentemot motståndarna. Tyskland vägrade ge något stöd eftersom de hade fullt upp på västfronten med Verdunoffensiven.
Det som skulle kallas Trentino-offensiven inleddes den 15 maj i en sektor som löpte från bergen väster om Roverto till väster om Borgo. Detta hade varit ett lugnt avsnitt fram tills detta. Målet var att dra fram mot Venedig och låsa in de italienska trupperna vid Isonzo. 2 000 kanoner öppnade sin spärreld och inledde sin offensiv. Trots att italienarna kämpade tappert (de hade fått uppgifter om offensiven innan) drevs de långsamt tillbaka.
Otillgängligheten i de höga bergen gjorde det dock omöjligt att utnyttja detta fullt ut. Fem dagar efter offensivens inledning var det problem med underhållslinjerna – de var uttöjda till max. Dessutom kunde inte artilleriet följa med, så där fanns inte längre något understöd.
Den 20 maj började italienarna dra sig tillbaka, reträtten var fullbordad den 24:e och den 25:e anföll Österrike–Ungern på nytt, mot Posina och i öster över Asiago-platån. Den 30:e övergav italienarna även dessa platser och österrike-ungrarna försökte etablera sig. Där blev det helt stopp på grund av ankommande italienska reserver. Den 12 juni var anfallet i stort sett över, Österrike-Ungern behövde flytta över trupper till Galizien för att stå emot den ryska Brusilov-offensiven.
Den 26 juni var Trentinooffensiven officiellt över och dagen efter tog italienarna över flera av platserna som de blivit av med. Trentino-offensiven var ett fiasko och den redan kritiserade Franz Conrad von Hötzendorf, blev inte bättre erkänd. Den tyske generalstabschefen Erich von Falkenhayn blev irriterad på honom och detta skapade en vidare klyfta mellan männen. von Hötzendorf skulle degraderas ett år senare, mycket på grund av denna offensiv. Förlusterna blev för Österrike-Ungern 80 000 och för italienarna, 147 000.

## Isonzo återigen

### Sjätte slaget (6 augusti – 16 augusti)

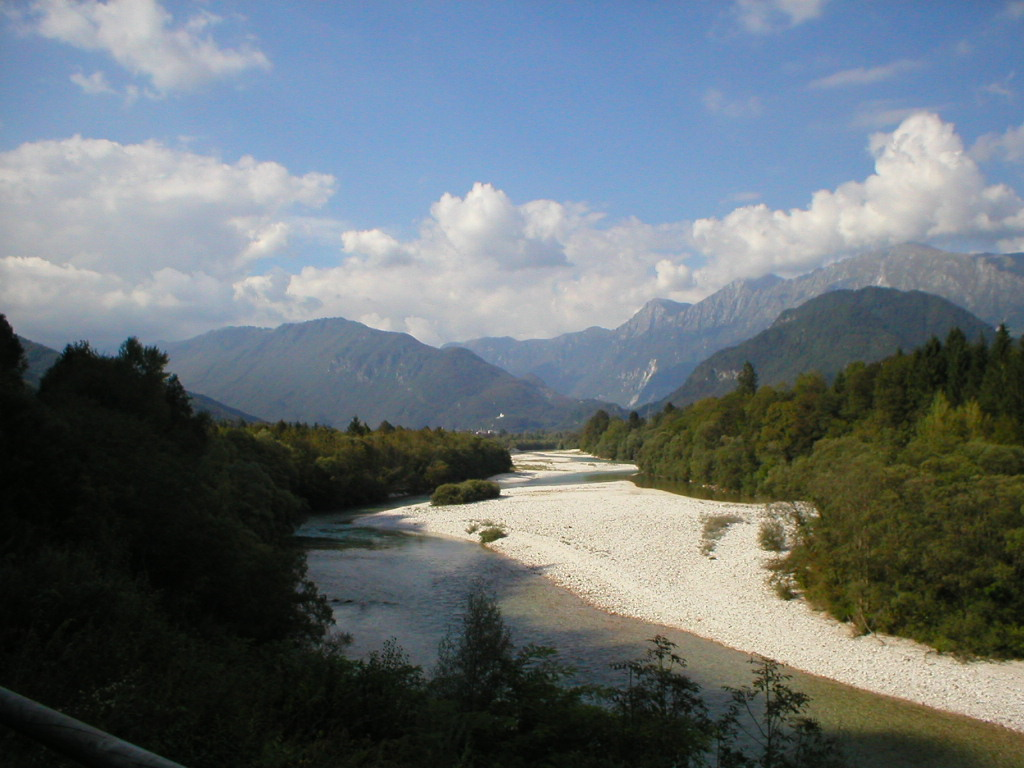
Isonzo 2005. Svårt att förstå vilka strider som ägde rum runt omkring här. Ger även en bild av stridsterrängen.

Huvudmålet för detta slag, eller denna offensiv, var återigen Gorizia. Cadorna beslöt sig för att koncentrera ett stort antal soldater på ett geografiskt mindre område än innan. Han lyckades dessutom hemlighålla hela operationen, så när offensiven startades den 6 augusti hade han 10 divisioner mot fiendens 2. Detta slag skulle också bli det mest lyckade (eller minst misslyckade) av de 11 offensiverna från italiensk sida. Redan den 9 augusti föll Gorizia för italienarna och sedan även en del av Carso. Monte San Michele togs med stora mänskliga kostnader. På grund av överflyttningar till Galizien, var Österrike-Ungern försvagat, men lyckades ändå åstadkomma hårt motstånd i Tolmin. Trots återigen höga förluster, italienarna 50 000 och Österrike-Ungern 42 000, fick den halvdana italienska moralen ett litet uppsving, Italien fick lite bättre självförtroende vilket bidrog till att man den 28 augusti förklarade Tyskland krig.

### Sjunde slaget (14 september – 17 september)
Återigen siktar Cadorna på att ta färre mål, denna gång i ett försök att utvidga brohuvudena vid Gorizia. Trots stor koncentration av mannar lyckas han inte nå sina mål och offensiven avslutas den 17 september.

### Åttonde slaget (9 oktober – 12 oktober)
Efter en stunds vila återupptas försöket i det sjunde slaget. Inga resultat förutom förluster i människor.

### Nionde slaget (1 november – 4 november)
Detta skulle bli den sista offensiven 1916 på denna front och återigen skulle det vara ett misslyckat försök. Båda sidorna var slitna, Österrike-Ungern började än mer vädja till Tyskland om hjälp. Under de tre senaste slagen, korta (alla kortare än en vecka) men intensiva, hade Italien förlorat 75 000 man och Österrike-Ungern 63 000 man. Det skulle nu dröja ett halvår innan nästa slag vid Isonzo.

## 1917

### Revolution i Ryssland
Se även: Ryska revolutionen
Separatfreder på östfronten leder till att Österrike-Ungern får loss sina stridande styrkor där och kan förflytta dem till fronten mot Italien för att förstärka den redan där placerade militära styrkan. Italienarna inser faran med separatfreden och anser att de därför måste ta initiativ till anfall. Två stora offensiver planeras till 1917. Dessa två offensiver skulle leda till det 10:e och det 11:e slaget vid Isonzo.

### Tionde slaget (12 maj – 5 juni)
Detta år hade Cadorna gått med på att mera noggrant samordna anfallen med sina allierade vid striderna på västfronten. Nio mer eller mindre misslyckade anfall, samt att Tyskland nu skulle hjälpa sin "broder" gjorde att situationen inte såg ljus ut för italienarna. Cadorna hade krav på sig att åstadkomma resultat, han kunde inte längre skylla på alla andra som han var känd för att göra. Fransmännen (med engelsmännens godkännande) pressade Cadorna att anfalla i samband med offensiven vid Aisne på västfronten. Cadorna inledde med kraftfull artilleribeskjutning och återgick till sin gamla taktik, att ta mycket på flera områden. Norr om Gorizia, vid Tolmin och Caporetto (bland annat skulle vissa bergstoppar tas över, samt att hålla flodövergångar runt Tolmin). Söder om Gorizia stod striderna återigen vid Carso-platån. Italienarna lyckades slå sig fram så långt som 15 km från Trieste. I norr lyckades man ta några bergstoppar, men misslyckades i Tolmin. I söder tog man stora delar av Carsoplatån, men en serie motattacker i början av juni gjorde att situationen såg ungefär likadan ut som vid slagets inledning. Förluster för Italien var 157 000; för Österrike-Ungern 75 000.

### Italiens Trentinooffensiv
För att inte riskera att Österrike-Ungern skulle inleda en ytterligare offensiv vid Trentino och hota italienska ställningar vid Isonzo, så inleds en mindre offensiv där den 30 juni. Man lyckades endast ta mindre områden, med stora förluster, men Österrike-Ungern tog tillbaka alla dessa vinster vid en senare insats. Den italienska moralen fick sig en hård törn.

### Elfte slaget (18 augusti – 12 september)
Till detta slag, som skulle bli den sista offensiven från italiensk sida, hade Cadorna lyckats få ihop 51 divisioner och 5 200 kanoner. Tre dagar efter att offensiven inletts, lyckades italienarna den 21 augusti få kontroll över större delen av Bainsizzaplatån, sydost om Tolmin. Man lyckades få övertaget av Monte San Gabriele och Monte Santo, nordost om Gorizia. Italien ryckte fram hela 10 km, men sedan var det stopp – artilleriet hann inte med, som så ofta var problemet vid snabba framryckningar i svår terräng. Söder om städerna var det inga större framsteg förutom att man lyckades knäcka vissa av Österrike-Ungerns försvarsställningar. Dessa framgångar kostade italienarna 155 000 man och åderlät en redan trött armé. Österrike-Ungern insåg trots detta, de hade själva förlorat 135 000 man, att de aldrig skulle klara av en ytterligare offensiv från italiensk sida. Läget var kritiskt och man vädjade till Tyskland att komma till undsättning. 

## Tyskland tar över initiativet
Tyskland hade fått loss sex divisioner från västfronten och hade planerat ett fälttåg till Moldavien för att krossa Rumäniens möjligheter att fortsätta sitt deltagande i kriget. Österrike-Ungerns vädjan fick Tyskland att istället ordna till situationen på Isonzofronten, men villkoret skulle vara att det skulle bli en tysk operation, med österrike-ungerskt understöd. I samband med detta utökade tyskarna antalet som skulle delta i offensiven till totalt 15 divisioner. Planen var att slå till i Tolminområdet, norr om Gorizia, eftersom Österrike-Ungern fortfarande hade kontroll över en del av den västra stranden av Isonzo.

### Tolfte slaget, eller slaget vid Caporetto (24 oktober – 10 november)

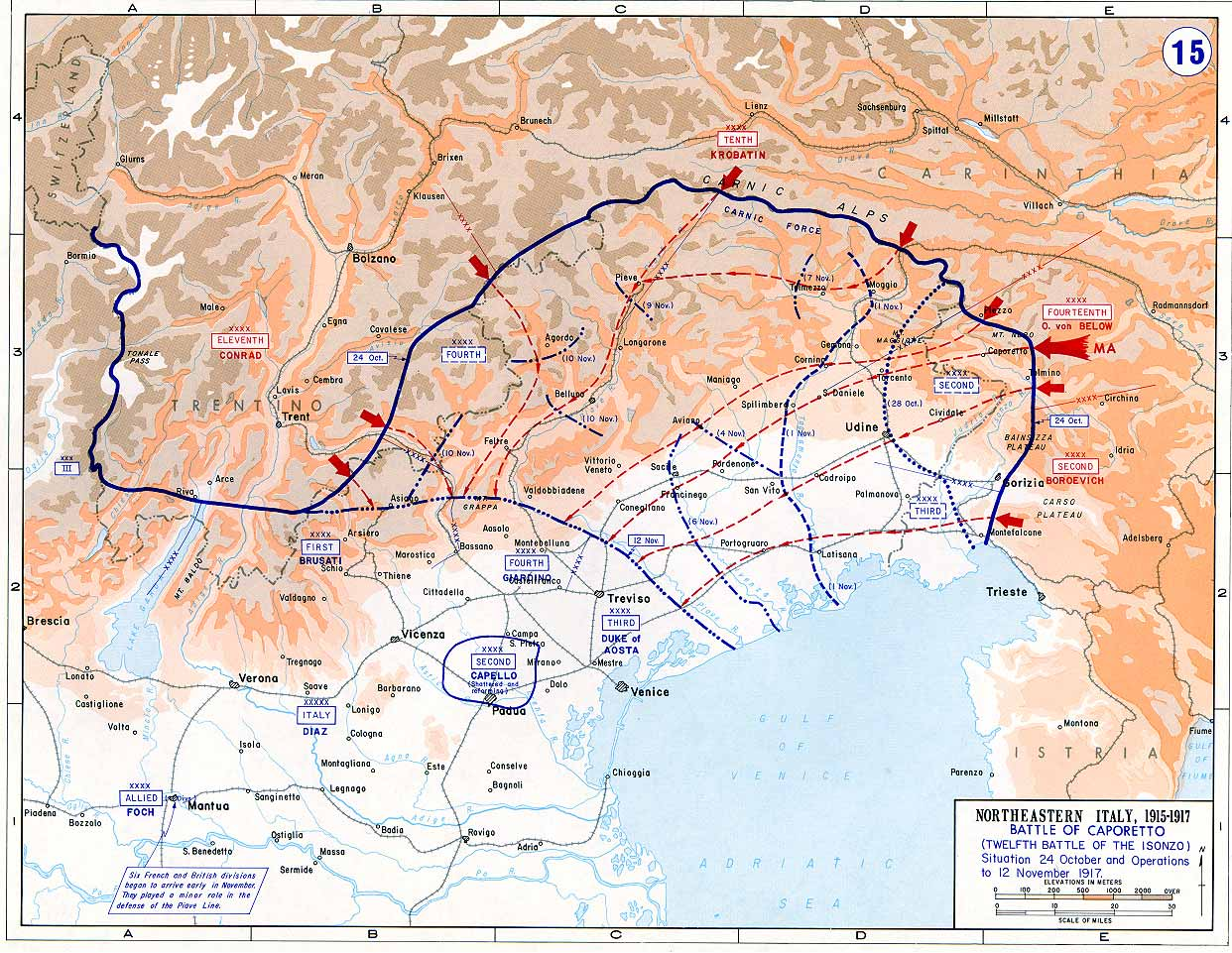
Centralmakternas framryckning vid Caporettoslaget

Egentligen hade den tyska staben hoppats på en stor offensiv från Tolminhållet samtidigt som en stor offensiv släpptes lös från Trentino-hållet och på så sätt ringa in fienden, precis så som Österrike–Ungern planerade vid Trentinooffensiven i maj föregående år. Det skulle dock visa sig att det inte fanns tillräckligt med resurser till detta, varför det endast blev mindre stötar längs den senare.

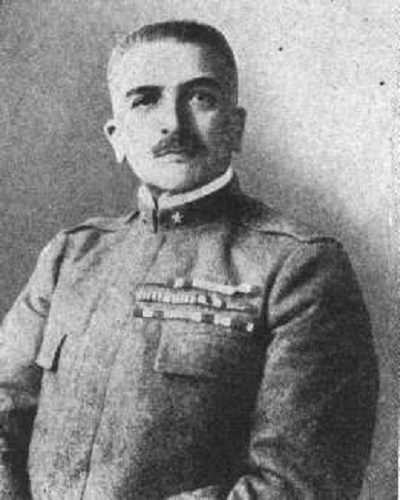
Armando Diaz

En stor fördel som centralmakterna inte räknade med var hur svårt demoraliserad den italienska armén var, efter lång tid med stora förluster, många stupade och sårade, misslyckade resultat, ingen respekt från sina överordnade (vilket Cadorna blir tvungen att ta på sig en stor av ansvaret för), omänskliga krav på offer och hårda straff för dem som opponerade sig. 
Trots att Italien tidigt, cirka sex veckor innan, hade fått information om vad som väntade, genom bland annat krigsfångar, deserterade fiendesoldater med mera, gjordes inga större ansträngningar att besätta Tolminområdet. Vad som väntade var ett katastrofalt nederlag, mycket därför att hela italienska enheter vägrade att slåss. Denna episod kom att bli mycket livfullt återberättad i Ernest Hemingways Farväl till vapnen.
Anfallet inleddes vid den lilla staden Caporetto. Det skulle inledas den 22 oktober men fick fördröjas på grund av dåligt väder. Den 24 oktober inleddes offensiven med ett fyra timmars hårt bombardemang. Många gasgranater användes också. På kort tid förintades stora enheter i det italienska försvaret, tyskarna ryckte fram 19 km, från Tolmin till Plezzo, och inom tre dagar hade den italienska andra armén övergivet alla ställningar i bergen. 
En ung, tysk löjtnant, snart 26 år, i elitstyrkan Alpen korps gjorde sig särskilt ryktbar vid detta tillfälle. Genom infiltration kunde han gå rakt in i fiendelinjen och överraskade fienden stort. Ju djupare han kom desto mer oförberedda var italienarna. Han tog fångar i tusental med små förluster bland sina egna. Han skulle få Pour le Mérite, Tysklands finaste utmärkelse, för detta. Hans namn var Erwin Rommel och han skulle använda denna teknik även vid nästa krig. 
Trots tappra försök av vissa italienska enheter gick det inte att hejda framryckningen och slaget övergick mer till en jakt. Den 29 oktober stod centralmakterna i Udine – Cadornas högkvarter. Även om det var vissa logistiska problem, så kunde trupper nu haka på offensiven på Trentinosidan och inta platser som Asiago och Feltre. Den 10 november stannade framryckningen av.
Italien hade i händelse av en sådan här situationen byggt en befäst linje utmed Piavefloden och lyckades stabilisera fronten där, 130 km från Isonzo. Detta skedde med hjälp av elva brittiska och franska divisioner som hade förflyttats dit.
Det finns många sorgliga episoder från slaget vid Caporetto, en av de värsta är alla de italienska soldater som avrättades i mängder, (också detta omtalat i Farväl till vapnen) på grund av feghet. Ändå flydde de från en omöjlig situation, dessutom behövdes män för upprättandet av försvaret vid Piave. Det ska dessutom ha förekommit decimering inom den italienska armén – den gamla romerska seden att genom lottdragning ta ut soldater till avrättning. De ledande i Italien insåg att Luigi Cadornas styre var en katastrof. Därför avskedades han den 8 november och ersattes av general Armando Diaz, som gjorde som Philippe Pétain hade gjort på västfronten – han förbättrade situationen något för soldaterna. Man lyckades till och med åstadkomma en serie motanfall den 14 november vid övre Piave. Italien hade fått djupa sår - 10 000 döda, 30 000 skadade och 295 000 tillfångatagna. Det fanns nu bara 400 000 soldater att tillgå. Det skulle nu dröja ett halvår innan några större händelser skulle utspela sig här.